# اتریوم
اتریوم (به انگلیسی: Ethereum) پلتفرمی عمومی، متن‌باز، زنجیره‌بلوک-محور با رایانش توزیع‌شده برای قرارداد هوشمند است. این پلتفرم ماشین مجازی تورینگ کامل اتریوم (EVM) را فراهم می‌آورد و اسکریپت‌ها را با استفاده از شبکهٔ بین‌المللی گره‌های عمومی اجرا می‌کند. اتریوم همچنین یک توکن ارزرمز پایه به نام «اتر» ارائه می‌کند، که میان حساب‌ها قابل انتقال بوده و می‌تواند به گره‌های شرکت‌کننده برای محاسباتی که انجام داده‌اند پرداخت شود. «گَس»، سازوکار کار داخلی قیمت‌گذاری است که برای جلوگیری از اسپمینگ و مکان‌یابی منابع روی شبکه به کار گرفته می‌شود.

## تاریخچه اتریوم

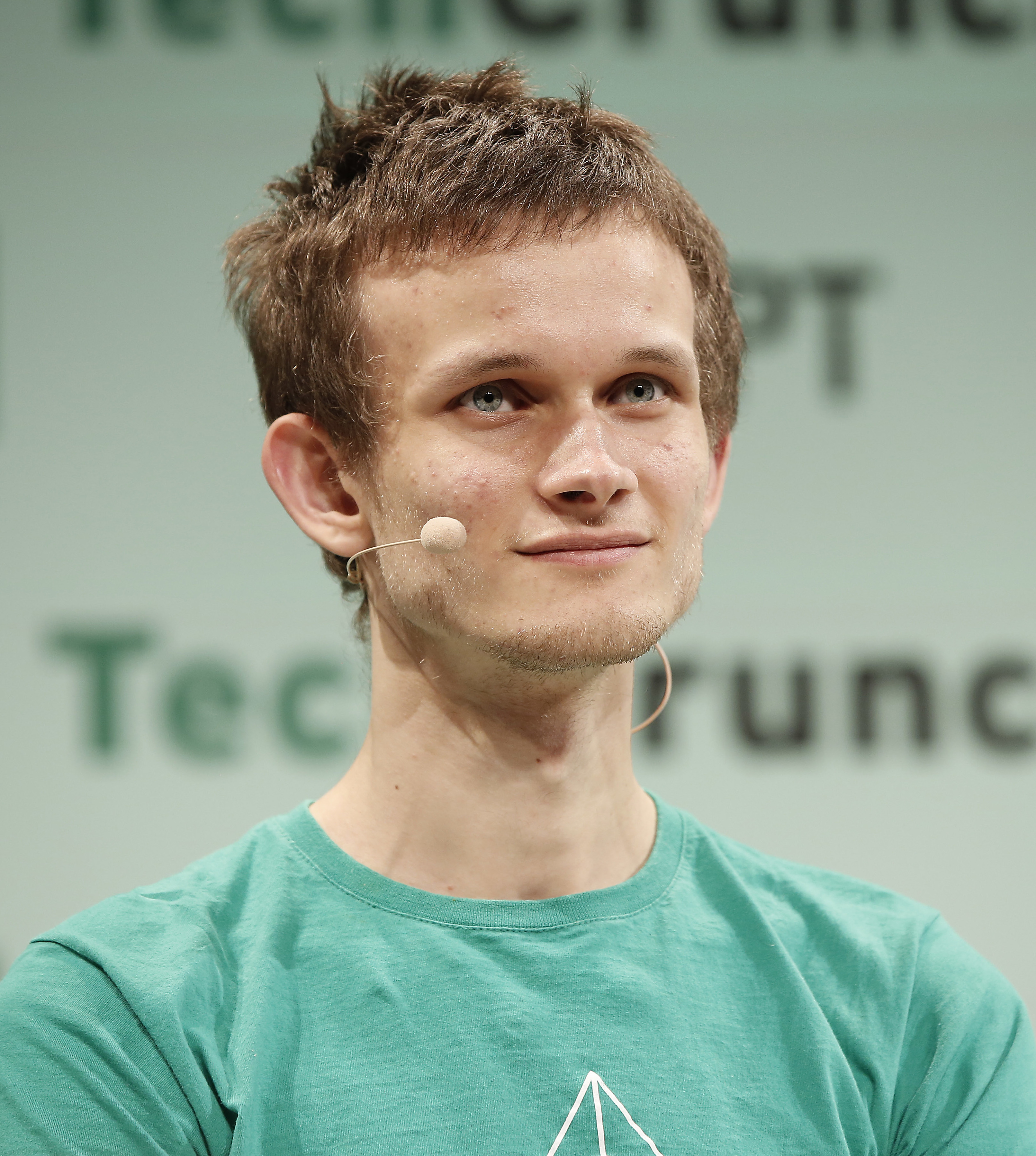
تصویر ویتالیک بوترین هم بنیان گذار رمز ارز اتریوم

ایده اتریوم توسط ویتالیک بوترین در سال ۲۰۱۳ طی یک اوراق سفید (White Paper) ارائه شد. او در مجله بیت کوین فعالیت می‌کرد و اعتقاد داشت بیت کوین دچار کاستی هایی است که باید برطرف شود. در نهایت او در ژانویه ۲۰۱۴ به همراه چند توسعه دهنده دیگر ایده خود را کامل تر کرد و در ماه اوت همان سال، برای پیاده‌سازی پروژه خود جذب سرمایه کرد.

## توکن اتریوم
اتر یک ارز رمزپایه است که در شبکه اتریوم از آن استفاده می‌شود. پس اگر قرار باشد در شبکه اتریوم تراکنشی انجام دهیم، باید از توکن اتر استفاده کنیم. دقیقاً مثل ارز دلار که از واحدهای کوچکتری به نام سنت تشکیل شده و بیت کوین که دارای واحدهای کوچکتری به نام میلی بیت و ساتوشی است، اتر هم دارای واحدهای کوچکتری با نام گذاری‌های مختلف است. واحدهای کوچکتر آتریوم را szabo (سابو) گویند؛ و تقسیم‌بندی آن به صورت زیر است.
هر یک ether برابر با یک میلیون سابو می‌باشد.

## تفاوت هایبیت‌کوینو اتریوم
۱. بیت‌کوین در سال ۲۰۰۸ به عنوان نخستین رمزارز دنیا آغاز به کار کرد و اتریوم شش سال پس از آن و در سال ۲۰۱۵ به دنیای کریپتوها معرفی شد.
۲. بیت‌کوین توسط فردی ناشناس، با نام مستعار ساتوشی ناکاموتو ایجاد و معرفی شد و همچنان با گذشت حدود ۱۴ سال از معرفی این ارز دیجیتال، هویت این شخص همچنان در هاله‌ای از ابهام قرار دارد ولی در مقابل، اتریوم توسط ویتالیک بوترین ایجاد و راه اندازی شده است.
۳. بیت‌کوین یک ارز دیجیتال غیرمتمرکز و متن‌باز است که برای نخستین‌بار در دنیا از فناوری بلاک‌چین استفاده کرده است و در مقابل اتریوم یک پلتفرم متن‌باز مبتنی بر بلاک‌چین است که به توسعه‌دهندگان اجازه ساخت و توسعه اپلیکیشن‌های غیرمتمرکز را می‌دهد و ارز دیجیتال اتریوم با نام اتر شناخته می‌شود.
۴. بیت‌کوین با هدف جایگزینی پول و سیستم پرداخت آنلاین بدون واسطه ایجاد شد و تنها به عنوان یک پول جهت خرید و فروش کالا و خدمات استفاده می شود ولی اتریوم بیشتر به عنوان بستر اجرای قراردادهای هوشمند، راه اندازی توکن‌های جدید و برگزاری ICO ها مورد استفاده قرار می‌گیرد.
۵. بیت‌کوین و اتریوم هر دو از پروتکل اثبات انجام کار (PoW) استفاده کرده و قابل استخراج هستند، با این تفاوت که تعداد سکه های قابل استخراج بیتکوین فقط ۲۱ میلیون واحد در نظر گرفته شده است ولی در اتریوم چنین محدودیتی وجود ندارد.
۶. زمان تکمیل یک بلاک که ارتباط مستقیم با زمان تایید تراکنش دارد، در اتریوم در حدود ۱۴ ثانیه و در بیت‌کوین این زمان حداقل ۱۰ دقیقه طول می‌کشد.
۷. اتریوم یک مدل اقتصادی متفاوت با بیت‌کوین دارد. بلاک های پاداش بیت کوین هر چهارسال یکبار تقسیم می شوند اما در اتریوم این کار هر سال اتفاق می‌افتد
۸. از نظر فنی، زبان برنامه‌نویسی استفاده شده در بیت‌کوین و اتریوم متفاوت است. الگوریتم رمزنگاری اتریوم Ethash و الگوریتم بیت‌کوین SHA-256 نام دارد.
۹. اتریوم با استفاده از الگوریتم هش خود به اسم Ethash اجازه استفاده از کارت های گرافیک (GPU) را به جای دستگاه ها و پردازنده های ASIC فراهم می کند امّا بیت کوین چنین امکانی را برای کاربران فراهم نکرده است و در حال حاضر استخراج بیت‌کوین تنها با دستگاه های بسیار قدرتمند ASIC ممکن خواهد بود.
۱۰. استفاده ی خرده فروشان و فروشگاه های مجازی از بیت‌کوین به مراتب گسترده تر از اتریوم است، با این همه هواداران اتریوم باور دارند که میزان مصرف برق مورد نیاز برای استخراج اتریوم پایین تر از بیت کوین است و به همین دلیل این ارز گزینه بهتری برای انجام تراکنش های مالی است.
۱۱. در اتریوم کارمزدها متناسب با پیچیدگی محاسباتی، پهنای باند استفاده شده و فضای ذخیره سازی محاسبه می‌شوند. اما کارمزد تراکنش‌های بیت‌کوین بر اساس اندازه و زمان محاسبه می‌شوند.

## ارزش اتریوم
درحالی‌که ارزش اتریم در ۹ نوامبر ۲۰۲۱ به بالاترین حد خود (۴/۷۳۶ دلار) رسید، ارزش آن طی ماه‌های بعد تا ۱/۲۱۱ دلار کاهش یافت.

## اتریوم۲
اتریوم ۲ یک ارتقاء گسترده در شبکه اتریوم است که باعث تغییر الگوریتم اجماع این بلاکچین از اثبات کار (PoW) به اثبات سهام (PoS) خواهد شد.

## اتریوم در ایران
برای دریافت اتریوم و فعالیت بر برنامه های غیر متمرکز در ایران و تجربه کار با توکن های اتریومی مراکزی در ایران وجود دارند که این خدمت را ارائه می‌دهند.

## استانداردهای اتریوم

### درخواست نظر ۲۰ اتریومی
در خواست نظر ۲۰-اتریومی ( به انگلیسی ERC-20 یا 20 Ethereum Request for Comment) استانداردی فنی برای استفاده و پیاده سازی نشانه ها (tokens) درقرارداد های هوشمند زنجیره‌بلوک اتریم است. ERC-20 استانداردی برای ارسال درخواست در زنجیره‌بلوک اِتِریوم است، و ۲۰ عددی است که برای این درخواست اختصاص داده شده‌است. اکثر نشانه ها (tokens) که در بلوک‌های اتریم منتشر شده، با استاندارد ERC-20 سازگار می باشند. تا ۱۳ آوریل، ۲۰۱۹،در مجموع ۱۸۱,۴۰۵ نشانه (token) سازگار با ERC-20 در شبکه اصلی اتریم یافت شده‌است.
ERC-20 یک لیست مشترک از قوانین برای نشانه‌های (tokens) اتریم را تعریف می‌کند که در اکوسیستم بزرگ اتریم دنبال می‌شود، به توسعه دهندگان اجازه می‌دهد تا با دقت تعامل بین نشانه‌ها را پیش‌بینی کنند. این قوانین شامل چگونگی انتقال برچسب بین آدرس‌ها و نحوه دسترسی داده‌ها در هر کدام است.
ERC-20 در ۱۹ نوامبر ۲۰۱۵ توسط Fabian Vogelsteller پیشنهاد شد. یک لیست مشترک از قوانینی را تعریف می‌کند که یک نشانه اتریم (Ethereum token) اجرا می‌کند، و به توسعه دهندگان این امکان را می‌دهد تا چگونگی عملکرد نشانه‌های (token) جدید در اکوسیستم اتریم را برنامه‌ریزی نمایند. استاندارد ERC-20 به‌وسیلهٔ شرکت‌های سرمایه‌گذاری جمعی crowdfunding که در زمینه ارائه سکه‌های اولیه (ICO) به علت سادگی توسعه، به‌همراه با پتانسیل آن برای قابلیت همکاری با سایر استانداردهای اتریم محبوبیت پیدا کرد.